# Homme du match en Ligue des champions de l'UEFA
 (avril 2021).
 (avril 2021).
- Si vous ne connaissez pas le sujet, laissez ce bandeau (vous pouvez alors contacter les auteurs).
- Si vous supprimez le contenu mis en cause (vous pouvez préalablement contacter les auteurs),

argumentez précisément cette suppression dans la page de discussion
(un manque de référence n'est pas un argument ; une recherche réelle de référence doit avoir été effectuée, être formellement documentée).
Le prix d'Homme du match en Ligue des champions de l'UEFA est décerné par l'Union des associations européennes de football (UEFA) afin de récompenser les meilleures performances individuelles dans l'épreuve.
Les observateurs techniques de l'UEFA décident lors de chaque rencontre du meilleur joueur du match qui reçoit le trophée officiel à l'issue de la rencontre.
Attribué en finale de 2001 à 2019, le prix est ensuite remis lors des matchs à élimination directe à partir de la saison 2019-2020 avant d'être élargi à la phase de groupes à partir de la saison 2021-2022. Le joueur reçoit un trophée, mais aucune prime financière.
Le trophée décerné depuis la saison 2019-2020 représente le logo de la compétition, la Starball, en 3D. Il prenait auparavant la forme d'une plaque avec le logo de la compétition. En 2001, Oliver Kahn se voit remettre un trophée composé de deux ballons en 3D par le Brésilien Pelé, qui était alors chargé de choisir l'homme du match.

## Homme du Match - Finale
De 2001 à 2019 le prix de l'Homme du Match était uniquement remis lors de la finale de la Ligue des champions. 
Ci-dessous la liste des joueurs ayant reçu le prix d'Homme du Match en finale.
| Année | Club                | Score | Club                | Joueur                                |
| ----- | ------------------- | ----- | ------------------- | ------------------------------------- |
| 2001  | Bayern Munich       | 1 - 1 | Valence CF          | Oliver Kahn (Bayern Munich)           |
| 2002  | Bayer Leverkusen    | 1 - 2 | Real Madrid         | Zinédine Zidane (Real Madrid)         |
| 2003  | Juventus            | 0 - 0 | AC Milan            | Paolo Maldini (AC Milan)              |
| 2004  | AS Monaco           | 0 - 3 | Porto               | Deco (Porto)                          |
| 2005  | Liverpool           | 3 - 3 | AC Milan            | Steven Gerrard (Liverpool)            |
| 2006  | FC Barcelone        | 2 - 1 | Arsenal             | Samuel Eto'o (FC Barcelone)           |
| 2007  | AC Milan            | 2 - 1 | Liverpool           | Filippo Inzaghi (AC Milan)            |
| 2008  | Chelsea FC          | 1 - 1 | Manchester United   | Edwin van der Sar (Manchester United) |
| 2009  | FC Barcelone        | 2 - 0 | Manchester United   | Xavi Hernández (FC Barcelone)         |
| 2010  | Bayern Munich       | 0 - 2 | Inter Milan         | Diego Milito (Inter Milan)            |
| 2011  | FC Barcelone        | 3 - 1 | Manchester United   | Lionel Messi (FC Barcelone)           |
| 2012  | Bayern Munich       | 1 - 1 | Chelsea FC          | Didier Drogba (Chelsea FC)            |
| 2013  | Borussia Dortmund   | 1 - 2 | Bayern Munich       | Arjen Robben (Bayern Munich)          |
| 2014  | Real Madrid         | 4 - 1 | Atlético Madrid     | Ángel Di María (Real Madrid)          |
| 2015  | Juventus            | 1 - 3 | FC Barcelone        | Andrés Iniesta (FC Barcelone)         |
| 2016  | Real Madrid         | 1 - 1 | Atlético Madrid     | Sergio Ramos (Real Madrid)            |
| 2017  | Juventus            | 1 - 4 | Real Madrid         | Cristiano Ronaldo (Real Madrid)       |
| 2018  | Real Madrid         | 3 - 1 | Liverpool           | Gareth Bale (Real Madrid)             |
| 2019  | Tottenham           | 0 - 2 | Liverpool           | Virgil van Dijk (Liverpool)           |
| 2020  | Paris Saint-Germain | 0 - 1 | Bayern Munich       | Kingsley Coman (Bayern Munich)        |
| 2021  | Manchester City     | 0 - 1 | Chelsea FC          | N'Golo Kanté (Chelsea FC)             |
| 2022  | Real Madrid         | 1 - 0 | Liverpool           | Thibaut Courtois (Real Madrid)        |
| 2023  | Manchester City     | 1 - 0 | Inter Milan         | Rodri (Manchester City)               |
| 2024  | Borussia Dortmund   | 0 – 2 | Real Madrid         | Dani Carvajal (Real Madrid)           |
| 2025  | Inter Milan         | 0 - 5 | Paris Saint-Germain | Désiré Doué (Paris Saint-Germain)     |

## Homme du Match - Tours à élimination directe
À partir de la saison 2019-2020, les observateurs techniques de l'UEFA décernent un prix officiel d'Homme du Match après chaque rencontre de ligue des champions des tours à élimination directe.

### Saison 2019-2020
| Club                | Score               | Club                | Joueur                               |
| Huitièmes de finale | Huitièmes de finale | Huitièmes de finale | Huitièmes de finale                  |
| ------------------- | ------------------- | ------------------- | ------------------------------------ |
| Borussia Dortmund   | 2 - 1               | Paris Saint-Germain | Erling Haaland (Borussia Dortmund)   |
| Atlético de Madrid  | 1 - 0               | Liverpool FC        | Renan Lodi (Atlético de Madrid)      |
| Tottenham Hotspur   | 0 - 1               | RB Leipzig          | Hugo Lloris (Tottenham Hotspur)      |
| Atalanta Bergame    | 4 - 1               | Valence CF          | Hans Hateboer (Atalanta Bergame)     |
| Chelsea FC          | 0 - 3               | Bayern Munich       | Serge Gnabry (Bayern Munich)         |
| SSC Naples          | 1 - 1               | FC Barcelone        | Sergio Busquets (FC Barcelone)       |
| Olympique lyonnais  | 1 - 0               | Juventus FC         | Houssem Aouar (Olympique lyonnais)   |
| Real Madrid         | 1 - 2               | Manchester City     | Kevin De Bruyne (Manchester City)    |
| Valence CF          | 3 - 4               | Atalanta Bergame    | Josip Iličić (Atalanta Bergame)      |
| RB Leipzig          | 3 - 0               | Tottenham Hotspur   | Marcel Sabitzer (RB Leipzig)         |
| Liverpool FC        | 2 - 3 ap            | Atlético de Madrid  | Jan Oblak (Atlético de Madrid)       |
| Paris Saint-Germain | 2 - 0               | Borussia Dortmund   | Juan Bernat (Paris Saint-Germain)    |
| Manchester City     | 2 - 1               | Real Madrid         | Kyle Walker (Manchester City)        |
| Juventus FC         | 2 - 1               | Olympique lyonnais  | Cristiano Ronaldo (Juventus FC)      |
| FC Barcelone        | 3 - 1               | SSC Naples          | Lionel Messi (FC Barcelone)          |
| Bayern Munich       | 4 - 1               | Chelsea FC          | Robert Lewandowski (Bayern Munich)   |
| Quarts de finale    |                     |                     |                                      |
| Atalanta Bergame    | 1 - 2               | Paris Saint-Germain | Neymar (Paris Saint-Germain)         |
| RB Leipzig          | 2 - 1               | Atlético de Madrid  | Dayot Upamecano (RB Leipzig)         |
| FC Barcelone        | 2 - 8               | Bayern Munich       | Thomas Müller (Bayern Munich)        |
| Manchester City     | 1 - 3               | Olympique lyonnais  | Moussa Dembélé (Olympique lyonnais)  |
| Demi-finales        |                     |                     |                                      |
| RB Leipzig          | 0 - 3               | Paris Saint-Germain | Ángel Di María (Paris Saint-Germain) |
| Olympique lyonnais  | 0 - 3               | Bayern Munich       | Serge Gnabry (Bayern Munich)         |
| Finale              |                     |                     |                                      |
| Paris Saint-Germain | 0 - 1               | Bayern Munich       | Kingsley Coman (Bayern Munich)       |

### Saison 2020-2021
| Club                     | Score               | Club                     | Joueur                              |
| Huitièmes de finale      | Huitièmes de finale | Huitièmes de finale      | Huitièmes de finale                 |
| ------------------------ | ------------------- | ------------------------ | ----------------------------------- |
| FC Barcelone             | 1 – 4               | Paris Saint-Germain      | Kylian Mbappé (Paris Saint-Germain) |
| RB Leipzig               | 0 – 2               | Liverpool FC             | Mohamed Salah (Liverpool FC)        |
| FC Porto                 | 2 – 1               | Juventus FC              | Sérgio Oliveira (FC Porto)          |
| Séville FC               | 2 – 3               | Borussia Dortmund        | Erling Haaland (Borussia Dortmund)  |
| Atlético de Madrid       | 0 – 1               | Chelsea FC               | Olivier Giroud (Chelsea FC)         |
| SS Lazio                 | 1 – 4               | Bayern Munich            | Robert Lewandowski (Bayern Munich)  |
| Atalanta Bergame         | 0 – 1               | Real Madrid              | Ferland Mendy (Real Madrid)         |
| Borussia Mönchengladbach | 0 – 2               | Manchester City          | João Cancelo (Manchester City)      |
| Juventus FC              | 3 – 2               | FC Porto                 | Sérgio Oliveira (FC Porto)          |
| Borussia Dortmund        | 2 – 2               | Séville FC               | Erling Haaland (Borussia Dortmund)  |
| Paris Saint-Germain      | 1 – 1               | FC Barcelone             | Keylor Navas (Paris Saint-Germain)  |
| Liverpool FC             | 2 – 0               | RB Leipzig               | Fabinho (Liverpool FC)              |
| Real Madrid              | 3 – 1               | Atalanta Bergame         | Luka Modrić (Real Madrid)           |
| Manchester City          | 2 – 0               | Borussia Mönchengladbach | Kevin de Bruyne ( Manchester City)  |
| Chelsea FC               | 2 – 0               | Atlético de Madrid       | N'Golo Kanté (Chelsea FC)           |
| Bayern Munich            | 2 – 1               | SS Lazio                 | Joshua Kimmich (Bayern Munich)      |
| Quarts de finale         |                     |                          |                                     |
| Manchester City          | 2 – 1               | Borussia Dortmund        | Kevin de Bruyne (Manchester City)   |
| Real Madrid              | 3 – 1               | Liverpool FC             | Vinícius Júnior (Real Madrid)       |
| FC Porto                 | 0 – 2               | Chelsea FC               | Jorginho (Chelsea FC)               |
| Bayern Munich            | 2 – 3               | Paris Saint-Germain      | Kylian Mbappé (Paris Saint-Germain) |
| Paris Saint-Germain      | 0 – 1               | Bayern Munich            | Neymar (Paris Saint-Germain)        |
| Chelsea FC               | 0 – 1               | FC Porto                 | Christian Pulisic (Chelsea FC)      |
| Liverpool FC             | 0 – 0               | Real Madrid              | Casemiro (Real Madrid)              |
| Borussia Dortmund        | 1 – 2               | Manchester City          | İlkay Gündoğan (Manchester City)    |
| Demi-finales             |                     |                          |                                     |
| Real Madrid              | 1 – 1               | Chelsea FC               | N'Golo Kanté (Chelsea FC)           |
| Paris Saint-Germain      | 1 – 2               | Manchester City          | Kevin de Bruyne (Manchester City)   |
| Manchester City          | 2 – 0               | Paris Saint-Germain      | Rúben Dias (Manchester City)        |
| Chelsea FC               | 2 – 0               | Real Madrid              | N'Golo Kanté (Chelsea FC)           |
| Finale                   |                     |                          |                                     |
| Manchester City          | 0 – 1               | Chelsea FC               | N'Golo Kanté (Chelsea FC)           |

### Saison 2021-2022
| Club                       | Score                     | Club                      | Joueur                              |
| Huitièmes de finale aller  | Huitièmes de finale aller | Huitièmes de finale aller | Huitièmes de finale aller           |
| -------------------------- | ------------------------- | ------------------------- | ----------------------------------- |
| Paris Saint-Germain        | 1 – 0                     | Real Madrid               | Kylian Mbappé (Paris Saint-Germain) |
| Sporting CP                | 0 – 5                     | Manchester City           | Bernardo Silva (Manchester City)    |
| Inter Milan                | 0 – 2                     | Liverpool FC              | Virgil van Dijk (Liverpool FC)      |
| RB Salzbourg               | 1 – 1                     | Bayern Munich             | Mohamed Camara (RB Salzbourg)       |
| Villarreal CF              | 1 – 1                     | Juventus FC               | Dani Parejo (Villarreal CF)         |
| Chelsea FC                 | 2 – 0                     | LOSC Lille                | N'Golo Kanté (Chelsea FC)           |
| Atlético de Madrid         | 1 – 1                     | Manchester United         | João Félix (Atlético de Madrid)     |
| Benfica Lisbonne           | 2 – 2                     | Ajax Amsterdam            | Noussair Mazraoui (Ajax Amsterdam)  |
| Huitièmes de finale retour |                           |                           |                                     |
| Liverpool FC               | 0 – 1                     | Inter Milan               | Milan Škriniar (Inter Milan)        |
| Bayern Munich              | 7 – 1                     | RB Salzbourg              | Robert Lewandowski (Bayern Munich)  |
| Real Madrid                | 3 – 1                     | Paris Saint-Germain       | Karim Benzema (Real Madrid)         |
| Manchester City            | 0 – 0                     | Sporting CP               | Fernandinho (Manchester City)       |
| Manchester United          | 0 – 1                     | Atlético de Madrid        | Koke (Atlético de Madrid)           |
| Ajax Amsterdam             | 0 – 1                     | Benfica Lisbonne          | Darwin Núñez (Benfica Lisbonne)     |
| Juventus FC                | 0 – 3                     | Villarreal CF             | Gerónimo Rulli (Villarreal CF)      |
| LOSC Lille                 | 1 – 2                     | Chelsea FC                | Christian Pulisic (Chelsea FC)      |
| Quarts de finale aller     |                           |                           |                                     |
| Manchester City            | 1 – 0                     | Atlético de Madrid        | Kevin de Bruyne (Manchester City)   |
| Benfica Lisbonne           | 1 – 3                     | Liverpool FC              | Luis Díaz (Liverpool FC)            |
| Chelsea FC                 | 1 – 3                     | Real Madrid               | Karim Benzema (Real Madrid)         |
| Villarreal CF              | 1 – 0                     | Bayern Munich             | Giovani Lo Celso (Villarreal CF)    |
| Quarts de finale retour    |                           |                           |                                     |
| Bayern Munich              | 1 – 1                     | Villarreal CF             | Raúl Albiol (Villarreal CF)         |
| Real Madrid                | 2– 3                      | Chelsea FC                | Luka Modrić (Real Madrid)           |
| Liverpool FC               | 3 – 3                     | Benfica Lisbonne          | Kóstas Tsimíkas (Liverpool FC)      |
| Atlético de Madrid         | 0 – 0                     | Manchester City           | John Stones (Manchester City)       |
| Demi-finales aller         |                           |                           |                                     |
| Manchester City            | 4 – 3                     | Real Madrid               | Bernardo Silva (Manchester City)    |
| Liverpool FC               | 2 – 0                     | Villarreal CF             | Thiago Alcântara (Liverpool FC)     |
| Demi-finales retour        |                           |                           |                                     |
| Villarreal CF              | 2 – 3                     | Liverpool FC              | Luis Díaz (Liverpool FC)            |
| Real Madrid                | 3 – 1 a.p.                | Manchester City           | Thibaut Courtois (Real Madrid)      |
| Finale                     |                           |                           |                                     |
| Liverpool FC               | 0 – 1                     | Real Madrid               | Thibaut Courtois ( Real Madrid)     |

### Saison 2022-2023
| Club                       | Score                     | Club                      | Joueur                              |
| Huitièmes de finale aller  | Huitièmes de finale aller | Huitièmes de finale aller | Huitièmes de finale aller           |
| -------------------------- | ------------------------- | ------------------------- | ----------------------------------- |
| AC Milan                   | 1 – 0                     | Tottenham Hotspur         | Rafael Leão (AC Milan)              |
| Paris Saint-Germain        | 0 – 1                     | Bayern Munich             | Kingsley Coman (Bayern Munich)      |
| Club Bruges KV             | 0 – 2                     | Benfica Lisbonne          | Fredrik Aursnes (Benfica Lisbonne)  |
| Borussia Dortmund          | 1 – 0                     | Chelsea FC                | Karim Adeyemi (Borussia Dortmund)   |
| Liverpool FC               | 2– 5                      | Real Madrid               | Vinícius Júnior (Real Madrid)       |
| Eintracht Francfort        | 0 – 2                     | SSC Naples                | Hirving Lozano (SSC Naples)         |
| RB Leipzig                 | 1 – 1                     | Manchester City           | Riyad Mahrez (Manchester City)      |
| Inter Milan                | 1 – 0                     | FC Porto                  | Hakan Çalhanoğlu (Inter Milan)      |
| Huitièmes de finale retour |                           |                           |                                     |
| Benfica Lisbonne           | 5 – 1                     | Club Bruges KV            | Rafa Silva (Benfica Lisbonne)       |
| Chelsea FC                 | 2– 0                      | Borussia Dortmund         | Marc Cucurella (Chelsea FC)         |
| Tottenham Hotspur          | 0 – 0                     | AC Milan                  | Fikayo Tomori (AC Milan)            |
| Bayern Munich              | 2 – 0                     | Paris Saint-Germain       | Thomas Müller (Bayern Munich)       |
| Manchester City            | 7 – 0                     | RB Leipzig                | Erling Haaland (Manchester City)    |
| FC Porto                   | 0 – 0                     | Inter Milan               | Hakan Çalhanoğlu (Inter Milan)      |
| SSC Naples                 | 3 – 0                     | Eintracht Francfort       | Victor Osimhen (SSC Naples)         |
| Real Madrid                | 1 – 0                     | Liverpool FC              | Karim Benzema (Real Madrid)         |
| Quarts de finale aller     |                           |                           |                                     |
| Manchester City            | 3 – 0                     | Bayern Munich             | John Stones (Manchester City)       |
| Benfica Lisbonne           | 0 – 2                     | Inter Milan               | Alessandro Bastoni (Inter Milan)    |
| AC Milan                   | 1 – 0                     | SSC Naples                | Brahim Díaz (AC Milan)              |
| Real Madrid                | 2 – 0                     | Chelsea FC                | Vinícius Júnior (Real Madrid)       |
| Quarts de finale retour    |                           |                           |                                     |
| Chelsea FC                 | 0 – 2                     | Real Madrid               | Federico Valverde (Real Madrid)     |
| SSC Naples                 | 1 – 1                     | AC Milan                  | Rafael Leão (AC Milan)              |
| Bayern Munich              | 1 – 1                     | Manchester City           | Kevin De Bruyne (Manchester City)   |
| Inter Milan                | 3 – 3                     | Benfica Lisbonne          | Lautaro Martínez (Inter Milan)      |
| Demi-finales aller         |                           |                           |                                     |
| Real Madrid                | 1 – 1                     | Manchester City           | Kevin De Bruyne (Manchester City)   |
| Milan AC                   | 0 – 2                     | Inter Milan               | Henrikh Mkhitaryan (Inter Milan)    |
| Demi-finales retour        |                           |                           |                                     |
| Inter Milan                | 1 – 0                     | Milan AC                  | Lautaro Martínez (Inter Milan)      |
| Manchester City            | 4 – 0                     | Real Madrid               | Bernardo Silva (Manchester City)    |
| Finale                     |                           |                           |                                     |
| Manchester City            | 1 – 0                     | Inter Milan               | Rodrigo Hernández (Manchester City) |

### Saison 2023-2024
| Club                       | Score                     | Club                      | Joueur                                 |
| Huitièmes de finale aller  | Huitièmes de finale aller | Huitièmes de finale aller | Huitièmes de finale aller              |
| -------------------------- | ------------------------- | ------------------------- | -------------------------------------- |
| FC Copenhague              | 1 – 3                     | Manchester City           | Kevin De Bruyne (Manchester City)      |
| RB Leipzig                 | 0 – 1                     | Real Madrid               | Brahim Díaz (Real Madrid)              |
| Paris Saint-Germain        | 2 – 0                     | Real Sociedad             | Kylian Mbappé (Paris Saint-Germain)    |
| Lazio Rome                 | 1 – 0                     | Bayern Munich             | Mattéo Guendouzi (Lazio Rome)          |
| PSV Eindhoven              | 1 – 1                     | Borussia Dortmund         | Joey Veerman (PSV Eindhoven)           |
| Inter Milan                | 1 – 0                     | Atlético de Madrid        | Marko Arnautović (Inter Milan)         |
| SSC Naples                 | 1 – 1                     | FC Barcelone              | Robert Lewandowski (FC Barcelone)      |
| FC Porto                   | 1 – 0                     | Arsenal FC                | Galeno (FC Porto)                      |
| Huitièmes de finale retour |                           |                           |                                        |
| Real Sociedad              | 1 – 2                     | Paris Saint-Germain       | Kylian Mbappé (Paris Saint-Germain)    |
| Bayern Munich              | 3 – 0                     | Lazio Rome                | Harry Kane (Bayern Munich)             |
| Real Madrid                | 1 – 1                     | RB Leipzig                | Willi Orban (RB Leipzig)               |
| Manchester City            | 3 – 1                     | FC Copenhague             | Manuel Akanji (Manchester City)        |
| Arsenal FC                 | 1 – 0                     | FC Porto                  | David Raya (FC Porto)                  |
| FC Barcelone               | 3 – 1                     | SSC Naples                | Pau Cubarsí (FC Barcelone)             |
| Borussia Dortmund          | 2 – 0                     | PSV Eindhoven             | Jadon Sancho (Borussia Dortmund)       |
| Atlético de Madrid         | 2 – 1                     | Inter Milan               | Jan Oblak (Atlético de Madrid)         |
| Quarts de finale aller     |                           |                           |                                        |
| Arsenal FC                 | 2 – 2                     | Bayern Munich             | Martin Ødegaard (Arsenal FC)           |
| Atlético de Madrid         | 2 – 1                     | Borussia Dortmund         | Antoine Griezmann (Atlético de Madrid) |
| Real Madrid                | 3 – 3                     | Manchester City           | Phil Foden (Manchester City)           |
| Paris Saint-Germain        | 2 – 3                     | FC Barcelone              | Raphinha (FC Barcelone)                |
| Quarts de finale retour    |                           |                           |                                        |
| Bayern Munich              | 1 – 0                     | Arsenal FC                | Joshua Kimmich (Bayern Munich)         |
| Borussia Dortmund          | 4 – 2                     | Atlético de Madrid        | Julian Brandt (Borussia Dortmund)      |
| Manchester City            | 1 – 1 ap 3 – 4 tab        | Real Madrid               | Federico Valverde (Real Madrid)        |
| FC Barcelone               | 1 – 4                     | Paris Saint-Germain       | Ousmane Dembélé (Paris Saint-Germain)  |
| Demi-finales aller         |                           |                           |                                        |
| Bayern Munich              | 2 – 2                     | Real Madrid               | Vinícius Júnior ( Real Madrid)         |
| Borussia Dortmund          | 1 – 0                     | Paris Saint-Germain       | Mats Hummels (Borussia Dortmund)       |
| Demi-finales retour        |                           |                           |                                        |
| Paris Saint-Germain        | 0 – 1                     | Borussia Dortmund         | Mats Hummels (Borussia Dortmund)       |
| Real Madrid                | 2 – 1                     | Bayern Munich             | Vinícius Júnior (Real Madrid)          |
| Finale                     |                           |                           |                                        |
| Borussia Dortmund          | 0 – 2                     | Real Madrid               | Dani Carvajal (Real Madrid)            |

### Saison 2024-2025
| Club                       | Score                     | Club                      | Joueur                                      |
| Huitièmes de finale aller  | Huitièmes de finale aller | Huitièmes de finale aller | Huitièmes de finale aller                   |
| -------------------------- | ------------------------- | ------------------------- | ------------------------------------------- |
| Club Bruges KV             | 1 – 3                     | Aston Villa               | Morgan Rogers (Aston Villa)                 |
| Real Madrid                | 2 – 1                     | Atlético de Madrid        | Rodrygo (Real Madrid)                       |
| PSV Eindhoven              | 1 – 7                     | Arsenal FC                | Martin Ødegaard (Arsenal FC)                |
| Borussia Dortmund          | 1 – 1                     | LOSC Lille                | Hákon Arnar Haraldsson (LOSC Lille)         |
| Feyenoord                  | 0 – 2                     | Inter Milan               | Lautaro Martínez (Inter Milan)              |
| Bayern Munich              | 3 – 0                     | Bayer Leverkusen          | Harry Kane (Bayern Munich)                  |
| Benfica                    | 0 – 1                     | FC Barcelone              | Pedri (FC Barcelone)                        |
| Paris Saint-Germain        | 0 – 1                     | Liverpool FC              | Alisson (Liverpool FC)                      |
| Huitièmes de finale retour |                           |                           |                                             |
| Liverpool FC               | 0 – 1 ap 1 – 4 tab        | Paris Saint-Germain       | Gianluigi Donnarumma (Paris Saint-Germain)  |
| FC Barcelone               | 3 – 1                     | Benfica                   | Pedri (FC Barcelone)                        |
| Bayer Leverkusen           | 0 – 2                     | Bayern Munich             | Harry Kane (Bayern Munich)                  |
| Inter Milan                | 2 – 1                     | Feyenoord                 | Marcus Thuram (Inter Milan)                 |
| Aston Villa                | 3 – 0                     | Club Bruges KV            | Marco Asensio (Aston Villa)                 |
| Atlético de Madrid         | 1 – 0 ap 2 – 4 tab        | Real Madrid               | Julián Álvarez (Atlético de Madrid)         |
| Arsenal FC                 | 2 – 2                     | PSV Eindhoven             | Raheem Sterling (Arsenal FC)                |
| LOSC Lille                 | 1 – 2                     | Borussia Dortmund         | Emre Can (Borussia Dortmund)                |
| Quarts de finale aller     |                           |                           |                                             |
| Arsenal FC                 | 3 – 0                     | Real Madrid               | Declan Rice (Arsenal FC)                    |
| Bayern Munich              | 1 – 2                     | Inter Milan               | Alessandro Bastoni (Inter Milan)            |
| Paris Saint-Germain        | 3 – 1                     | Aston Villa               | Khvicha Kvaratskhelia (Paris Saint-Germain) |
| FC Barcelone               | 4 – 0                     | Borussia Dortmund         | Robert Lewandowski (FC Barcelone)           |
| Quarts de finale retour    |                           |                           |                                             |
| Aston Villa                | 3 – 2                     | Paris Saint-Germain       | Ousmane Dembélé (Paris Saint-Germain)       |
| Borussia Dortmund          | 3 – 1                     | FC Barcelone              | Serhou Guirassy (Borussia Dortmund)         |
| Real Madrid                | 1 – 2                     | Arsenal FC                | Declan Rice (Arsenal FC)                    |
| Inter Milan                | 2 – 2                     | Bayern Munich             | Lautaro Martínez (Inter Milan)              |
| Demi finale aller          |                           |                           |                                             |
| Arsenal FC                 | 0 – 1                     | Paris Saint-Germain       | Vitinha (Paris Saint-Germain)               |
| FC Barcelone               | 3 – 3                     | Inter Milan               | Denzel Dumfries (Inter Milan)               |
| Demi finale retour         |                           |                           |                                             |
| Inter Milan                | 4 – 3 ap                  | FC Barcelone              | Yann Sommer (Inter Milan)                   |
| Paris Saint-Germain        | 2 – 1                     | Arsenal FC                | Achraf Hakimi (Paris Saint-Germain)         |
| Finale                     |                           |                           |                                             |
| Paris Saint-Germain        | 5 – 0                     | Inter Milan               | Désiré Doué (Paris Saint-Germain)           |